# Notre Dame des Fleurs
Notre-Dame-des-Fleurs è il romanzo d'esordio dello scrittore francese Jean Genet. Con uno stile narrativo altamente lirico che segue il libero flusso onirico del narratore, viene fatto il resoconto in gran parte autobiografico del viaggio di un giovane uomo nei meandri della malavita parigina degli anni '30. È considerato il capolavoro della letteratura delinquenziale.
I personaggi principali sono per lo più omosessuali ai margini della società che vivono di espedienti, prostituzione e piccola delinquenza. Scritto mentre l'autore si trovava incarcerato a seguito di vari atti delinquenziali, è stato in gran parte completato già nel 1942 e pubblicato per la prima volta in forma anonima alla fine del 1943 in 300 copie. Venne pubblicato ufficialmente nel 1951, in una versione parzialmente censurata, dall'Editore Gallimard. Il romanzo è espressamente dedicato all'assassino condannato a morte Maurice Pilorge.
Scoperto da Jean Paul Sartre, il romanzo diviene il manifesto della libertà propugnata dal primo esistenzialismo, come afferma lo stesso filosofo nel suo ponderoso saggio dedicato allo "scrittore ladro", intitolato Santo Genet.

## Trama
Il narratore, che si trova in carcere a scontare la giusta pena per le malefatte commesse, ci dice fin dall'inizio che lo stimolo a scrivere gli è venuto dalle sue fantasie masturbatorie. Le vicende, altamente erotiche con espliciti riferimenti sessuali nascono dalla sua mente esclusivamente per questo scopo, quello di passar il tempo dilettandosi da solo.
Divine è un travestito che lavora come prostituta di strada e che frequenta sordidi locali notturni frequentati da ladri, assassini, sfruttatori di prostitute e spacciatori di droga. Vive in una soffitta che s'affaccia esattamente sul cimitero di Montmartre, e lo condivide via via con gli amanti più svariati, il più importante dei quali è un "magnaccia" arabo di nome Daintyfoot.
Un giorno l'uomo gli porta a casa un giovane teppista e assassino soprannominato Notre Dame des Fleurs; un sedicenne dalla bellezza abbagliante. In seguito il ragazzo viene arrestato, processato e giustiziato. L'estasi e il godimento più apertamente sessuale accompagnano la sua morte, oltre che gli atti di tutti i protagonisti.
Morto di tubercolosi ottiene il risultato di venir canonizzato.

## Temi trattati
L'autore attua volutamente un autentico rovesciamento di tutti i valori sociali acquisiti, alla maniera di Nietzsche, facendo una vera e propria apologia del delitto, del male e dei peggiori crimini che ha la capacità di commettere l'essere umano, il più "meraviglioso" dei quali è sicuramente l'omicidio a sangue freddo, eseguito per il puro gusto di commetterlo (tema questo poi ripreso in Querelle de Brest.
Rende inoltre il tradimento degli amici più cari come il più alto dei nuovi valori morali, al modo della concezione dell'oltreuomo di quegli anni, e l'assassinio un atto massimamente virtuoso ricolmo di fascino e che produce una fortissima eccitazione sessuale. L'omosessualità diventa qui, secondo le sue stesse parole, condizione suprema associata all'illegalità e al crimine.

## Edizioni
- (FR) Jean Genet, Notre-Dame-des-Fleurs, Parigi, Gallimard, 1976, ISBN 2-07-036860-2.
- Jean Genet, Notre-Dame-des-Fleurs, traduzione di Dario Gibelli, Collana Scritture n.40, Milano, Il Saggiatore, 1996, ISBN 88-428-0328-6.
- Jean Genet, Notre-Dame-des-Fleurs, traduzione di Dario Gibelli, Collana Narrativa, Milano, NET, 2004, ISBN 88-515-2143-3.
- Jean Genet, Notre-Dame-des-Fleurs. Romanzo, traduzione di Dario Gibelli (traduzione riveduta e aggiornata), Collana La Cultura, Milano, Il Saggiatore, 2015, ISBN 88-428-2074-1.